# الهانم (فلم)
الهانم هو فيلم مصري تم إنتاجه عام 1946، من إخراج هنري بركات وبطولة آسيا داغر وزكي رستم وفاتن حمامة.

## فريق العمل
إخراج: هنري بركات

تأليف:
- هنري بركات
- بديع خيري

إنتاج: لوتس فيلم (آسيا داغر)

## بطولة
- آسيا داغر
- زكي رستم
- فاتن حمامة
- محمد عبد القدوس
- حسن فايق
- عبد العزيز خليل
- محمود شكوكو
- سعيد أبو بكر
- تيسير السعدي

## روابط خارجية
- مقالات تستعمل روابط فنية بلا صلة مع ويكي بيانات